# Keia pulchra
Keia pulchra är en insektsart som beskrevs av Evans 1955. Keia pulchra ingår i släktet Keia och familjen dvärgstritar. Inga underarter finns listade i Catalogue of Life.